# Ivan Eudes
Ivan Eudes (fra. Saint Jean Eudes; Ri, 14. studenog 1601. – Caen, 19. kolovoza 1680.) francuski katolički prezbiter, mistik, svetac i duhovni pisac.

## Životopis
Ivan Eudes rođen je na farmi u blizini sela Ri u Normandiji. Školovao se u isusovačkom kolegiju u Caenu, gdje se isticao u poznavanju latinskog jezika. U kolegiju razvija pobožnost prema Majci Božjoj i postaje član Marijine kongregacije. Školovanje 1623. nastavlja u francuskoj školi duhovnosti kardinala Pierrea de Berullea. 1625. godine zaređuje se za svećenika. Djeluje u Argentanu i Ceanu kao pučki misionar. Gradi sjemeništa, teološki utemeljuje i širi pobožnost prema Presvetom Srcu Isusovu i Bezgrješnom srcu Marijinom i bavi se spisateljskim radom. 1641. u Caenu osniva Družbu sestara Gospe od Milosti, te 1643. Družbu Isusa i Marije, koja se posvećuje odgoju svećenika. Umro je u Caenu 1680.

## Djela
- Isusovo kraljevstvo (La vie et le royaume de Jésus, 1637.)
- Misijski katekizam (Le catéchisme de la mission, 1642.)
- Čovjekov savez s Bogom po svetom krštenju (Contrat de l'homme avec Dieu par le saint baptême, 1654.)
- Dobri ispovjednik (Le Bon confesseur, 1666.)
- Čudesno Srce Majke Božje (Le Cœur Admirable de la Très Sainte Mère de Dieu, 1682.)
- Apostolski propovjednik (Le prédicateur apostolique, 1685.)

## Štovanje
Blaženim je proglašen 25. travnja 1909., a svetim 31. svibnja 1925. godine. Spomendan se slavi 19. kolovoza.

## Vanjske poveznice
Ostali projekti
|  | Zajednički poslužitelj ima još gradiva o temi Ivan Eudes |